# 반악
반악(潘岳, 247년~300년)은 중국 서진 시대의 시인 겸 문인으로 자는 안인(安仁)이다. 어렸을 때부터 신동이라는 말이 있었을 정도로 문학적 재능이 뛰어났다고 한다. 300년에 팔왕의 난이 일어났을 때, 반악은 모함을 받아 체포되어 살해당했으며 그때 그의 나이 54세였다.